# غائب طعمة فرمان
غائب طعمة فرمان روائي عراقي، ولد في بغداد عام 1927 وتوفي في موسكو في عام 1990.

## سيرته
غائب طعمة فرمان، من أهالي محلة المربعة في بغداد أديب عراقي لهُ مؤلفات عديدة. 
فيقول عنه جبرا إبراهيم جبرا: (يكاد يكون غائب طعمة فرمان الكاتب العراقي الوحيد الذي يركب أشخاصه وأحداثه في رواياته تركيبا حقيقيا). 
وقد دافع الدكتور زهير ياسين شليبه عن أطروحة دكتوراه في معهد الاستشراق الروسي عام 1984 مكرسة لنتاجات غائب طعمه فرمان، وقال عن رواية النخلة والجيران (رائعة الأدب العربي الحديث) معتبراً إياها أول رواية عراقية فنية تتوفر فيها مقومات النوع الروائي بالمواصفاته الأوروبية الحديثة.
صَدرت كتب مكرسة لأعماله مثل كتاب الدكتور زهير ياسين شليبه «غائب طعمه فرمان. دراسه نقدية مقارنة عن الرواية العراقية»، عن دار الكنوز الأدبية في بيروت عام 1996، وكتاب الأستاذ أحمد النعمان «غائب طعمه فرمان. أدب المنفى والحنين إلى الوطن» في عام 1996 أيضا، الذي يضم مقالات عدة كتّاب عراقيين معروفين مكرسة لهُ ولذكرياتهم عنه. 
وقال عنهُ محمد باروت: (كان غائب عراقيا في كل شيء حتى في الرواية التي رآها «برلمان الحياة الحقيقي» إذ كثف في هذه الرواية كل فهمه لطبيعة الرواة ووظيفتها، ففي قاع الحياة الشعبي، وقائعه وأحداثه وعلاقاته وتفاصيله ومشاهده، تنهض رواية غائب وتتكون، وكأنها ترتقي بنثر الحياة اليومي، هذا الذي يبدو معادا ومكرورا وأليفا إلى مستوى الملحمة والتاريخ، أي إلى مستوى الكلية). 
وقال عبد الرحمن منيف عن غربة غائب: (لا أعتقد أن كاتبا عراقيا كتب عنها كما كتب غائب، كتب عنها من الداخل في جميع الفصول وفي كل الأوقات، وربما إذا أردنا أن نعود للتعرف على أواخر الأربعينات والخمسينات لابد أن نعود إلى ما كتبه غائب).
وتقول الدكتورة يمنى العيد عن رواية المركب: (المركب وسيلة عبور وعنوان مرحلة للمدينة التي غادرها غائب ولم يعد إليها، المركب لا تحكي الماضي بل الحاضر المكتظ بالمعاناة التي تدفع راكبيه إلى الالتفات إلى ماضيهم بحسرة). 
ونشر محمد دكروب ذكرياته مع غائب طعمة فرمان، وكذلك فعل سعد الله ونوس.

## الأعمال الروائية والقصصية
- حصاد الرحى (مجموعة قصص) 1954
- مولود آخر (مجموعة قصص) 1959
- النخلة والجيران (رواية) 1966
- خمسة أصوات (رواية) 1967
- المخاض (رواية) 1973
- القربان (رواية) 1975
- ظلال على النافذة (رواية) 1979
- آلام السيد معروف (رواية)[3] 1980
- المرتجى والمؤجل (رواية) 1986
- المركب (رواية) 1989

## ترجماته
ترجم نحو ثلاثين كتابا ونال جائزة رفيعة على جهده في هذا الجانب ومن ترجماته:
- أعمال تورجنيف في خمسة مجلدات
- القوزاق لتوليستوي
- مجموعة قصص لدستويفسكي
- مجموعة قصص لغوركي
- المعلم الأول لايتماتوف
- مجموعة أعمال بوشكين
- لوشين عملاق الثقافة الصينية[4]